# Franske film fra 1946
Blandt franske film fra 1946 var de mest populære film:
| Fransk titel                  | Dansk titel                | Genre             | Antal solgte billetter |
| ----------------------------- | -------------------------- | ----------------- | ---------------------- |
| Mission spéciale              | Det hemmelige politi       | Drama             | 6.781.120              |
| La Symphonie pastorale        | Gertrude                   | Drama             | 6.373.123              |
| Le Père tranquille            | Lillefar skyder med skarpt | Krigsfilm         | 6.138.877              |
| La Bataille du rail           | Kampen om Jernbanerne      | Krigsfilm         | 5.727.203              |
| Le Bal des sirènes            | Gennem ild og vand         | Musical           | 5.438.786              |
| Le Voleur de Bagdad           | Tyven fra Bagdad           | Adventure/Action  | 5.135.145              |
| Le Capitan (1946)             |                            | Adventure/Action  | 5.084.962              |
| Destins                       |                            | Dramedy           | 4.664.583              |
| Les Mille et une nuits (1946) |                            | Aventure - Action | 4.498.985              |
| Jéricho                       |                            | Krigsfilm         | 3.932.897              |
| La Belle et la bête (1946)    | Skønheden og udyret        | Fantasy           | 3.779.692              |
| Pétrus                        | Montmartre-nætter          | Komedie           | 2.602.969              |